# وایتکومب، دورست
وایتکومب (به انگلیسی: Whitcombe) یک روستا و محله مدنی در بریتانیا است که در West Dorset واقع شده‌است. وایتکومب ۲۰ نفر جمعیت دارد.